# Харизма
Хари́зма (от др.-греч. χάρισμα — дар (от Бога) — «пома́зание») — способность личности в интеллектуальном, духовном или каком-нибудь другом отношении взывать к «сердцам» других людей. 
Обычно под харизмой понимают совокупность эмоционально-психических способностей человека, благодаря которым его оценивают как одарённого особыми качествами, при этом зачастую он не имеет каких-либо особенных внешних данных. 
В словаре Н. Г. Комлева также упоминается: высокая одарённость, личная притягательность. Харизматичный — характеризующийся харизмой.

## Происхождение термина
Слово χάρισμα употреблялось в древнегреческой мифологии для обозначения способности притягивать к себе внимание. Харитами назывались древнегреческие богини красоты, грации и изящества.
В христианстве обозначает «дар Бога». В церковнославянских и русских переводах новозаветных и иных текстов обычно передаётся словом «благодать»; в английском — «grace».
В католическом богословии оно употреблялось в значении «исключительно духовное свойство, ниспосылаемое Богом кому-либо ради блага церкви».

## В христианском богословии
В христианском богословии «харизма» является термином, обозначающим незаслуженный дар (или благословение), который Бог даёт человеку. Значимость этих духовных даров заключается в том, что они выводят верующего за рамки естественных возможностей и, таким образом, делают его способным к осуществлению особого задания, к которому Бог призвал человека.
В более узкоспециализированном смысле, «харизма» — это сверхъестественное проявление Святого Духа в верующем человеке, предназначенное для назидания церкви (1Кор. 14:12) и для личного духовного назидания (1Кор. 14:4). Согласно Библии, существует 9 сверхъестественных даров Святого Духа; об этом говорится в 1-м послании к Коринфянам 12:8-11: «Но каждому дается проявление Духа на пользу. Одному дается Духом слово мудрости, другому слово знания, тем же Духом; иному вера, тем же Духом; иному дары исцелений, тем же Духом; иному чудотворения, иному пророчество, иному различение духов, иному разные языки, иному истолкование языков. Все же сие производит один и тот же Дух, разделяя каждому особо, как Ему угодно».
Считается, что ключом к пониманию этих 9 даров Святого Духа является слово «проявление» (см. 1Кор. 12:7). Сам Дух Святой, обитающий внутри верующего, невидим. Но благодаря действию даров через верующего Дух Святой являет Себя органам чувств человека. Говоря иначе, каждый из этих даров является сверхъестественным проявлением Духа Святого, живущего в верующем и действующего через него. И поскольку эти дары являют не верующего, но личность Духа Святого, то все они сверхъестественны по своему характеру. И в каждом случае результаты более высокого уровня, чем уровень способностей самого верующего. Все они возможны, как утверждается, только благодаря непосредственному действию Духа Святого. Посредством этих даров Дух Святой через верующего проникает из невидимой духовной сферы в физический мир пространства и времени и влияет на него. При этом проявление даров зависит не от человека, но от суверенной воли Святого Духа: «разделяя каждому особо, как Ему угодно».
В пятидесятничестве и харизматическом движении, где харизмам Святого Духа придаётся усиленное внимание, проявления Духа общепринято классифицировать по трём группам:
- Дары речи (дары, которые действуют через органы речи верующего) — пророчество, разные языки и истолкование языков.
- Дары откровения (дары, дающие тайные знания о ком-либо или о чём-либо) — слово мудрости, слово знания и различение духов.
- Дары силы (дары, которые демонстрируют сверхъестественную силу Божью в физической реальности) — вера, дары исцелений и чудотворения[7][8][9].

## Современное употребление
На рубеже XIX и XX вв. термин стали активно использовать протестантские теологии: Рудольф Зом, Адольф фон Гарнак, К. Холль и Эрнст Трёльч. Понятие харизматического авторитета занимало важное место в контексте анализа немецким социологом Максом Вебером идеальных типов господства. По его классическому определению: «Харизмой называется качество личности, признаваемое необычайным, благодаря которому она оценивается, как одарённая сверхъестественными, сверхчеловеческими или, по меньшей мере, специфически особыми силами и свойствами, не доступными другим людям».
Согласно другой точке зрения, харизма — это не врождённое или магическое качество личности, а результат особого невербального поведения, которому можно научиться. Причиной, по которой харизма считается врождённым качеством, может быть то, что харизматичное поведение, как правило, проявляется и закрепляется на ранних этапах жизни, становясь инстинктивным.
Чувство юмора, сообразительность и быстрота реакции — эти качества есть у каждого харизматика по мнению Николая Овчарова.
Феномен харизмы имеет место в малых и особенно больших группах, где наблюдается персонификация идеалов в процессе сплочения. Харизма чаще всего возникает в экстремальных исторических условиях, когда формируется соответствующая социально-психологическая потребность.
Это знаменитые государственные и военные деятели, такие, как Чингисхан или Наполеон. В XX веке среди таких деятелей — Гитлер, Муссолини, Рузвельт, Черчилль, Ленин, Махатма Ганди, Мустафа Кемаль Ататюрк, римский папа Иоанн Павел II и Мартин Лютер Кинг. Свойство харизмы безразлично к роду деятельности и её морально-этическому содержанию: харизматическим лидером с равным успехом может быть и святой, и преступник.
Обиходное выражение «у него есть харизма» означает, что человек производит на окружающих сильное впечатление, они поддаются его влиянию и готовы следовать за ним.
Вопреки распространённому заблуждению, этот термин не должен применяться для описания или упоминания характеристик неодушевлённых предметов. Например, неверно: «харизматичный дизайн» — правильно: «впечатляющий дизайн».